# Cha Pierre
Cha Pierre (tiếng Pháp: Abbé Pierre), tên thật là Henri Grouès, (5 tháng 8 năm 1912 tại Lyon - 22 tháng 1 năm 2007 tại Paris) là một linh mục Công giáo, người kháng chiến, nghị sĩ quốc hội và người sáng lập Phong trào Emmaüs, một tổ chức từ thiện thế tục nhằm giúp đỡ những người nghèo khổ, những người bị xã hội ruồng bỏ, các người tỵ nạn và sáng lập Quỹ Cha Pierre về nhà ở cho các người gặp khó khăn (Fondation Abbé Pierre pour le logement des défavorisés).
Các cuộc thăm dò dư luận quần chúng của Viện thăm dò dư luận quần chúng Pháp (Institut francais d'opinion publique) cho thấy ông là người được dân chúng Pháp yêu thích nhất liên tục trong 17 năm liền, từ năm 1989 tới 2003, đến nỗi tới năm 2004 ông phải xin rút lui, để nhường cho những người khác.

## Tiểu sử
Tên đầy đủ là Joseph Marie Henri Antoine Grouès sinh tại Lyon, trong một gia đình tư sản khá giả và sùng đạo, làm nghề buôn bán lụa. Là con thứ 5 trong số 8 anh chị em, Henri Grouès được rửa tội tại nhà thờ Saint-Eucher ở quận 4, thành phố Lyon.
Trải qua thời thơ ấu ở Irigny (gần Lyon). Lớn lên, học ngoại trú tại trường Thánh Giuse (nay là trường trung học Thánh Marcô) và gia nhập Hướng đạo Pháp.
Năm 1928, lúc 16 tuổi, ông muốn vào tu Dòng thánh Phanxicô, nhưng chưa đủ tuổi, phải đợi tới khi lên 17 tuổi rưỡi.

## Vào dòng tu
Năm 1931 Henri Grouès vào tu trong Dòng thánh Phanxicô khó khăn, trở thành sư huynh Philippe. Năm 1932, tới tu viện ở Brest sống 7 năm khắc khổ và bị bệnh phổi.
Được thụ phong linh mục ngày 24 tháng 8 năm 1938 tại nhà nguyện của "Trường trung học thánh Máccô" ở Lyon cùng với linh mục dòng Tên Jean Daniélou, người sau này trở thành hồng y. Ngày 2.5.1939, cha Piere gia nhập giáo phận Grenoble theo yêu cầu của hồng y Gerlier và ngày 14.5.1939 được giám mục Alexandre Caillot bổ nhiệm làm cha phó ở nhà thờ chính tòa thánh Giuse Grenoble.

## Trong Chiến tranh thế giới thứ hai
Tháng 12 năm 1939, lúc đầu Chiến tranh thế giới thứ hai, ông bị động viên làm hạ sĩ quan phục vụ trong ngành quân vận đường sắt. Theo tài liệu chính thức từ hồ sơ quân bạ lưu trữ ở Bộ Quốc phòng Pháp thì trong thời gian này, ông đã che giấu nhiều người Do Thái bị Đức quốc xã lùng bắt, trong đó có nhiều trẻ em mà cha mẹ đã bị Đức bắt, và giúp họ trốn sang Thụy Sĩ (một nước trung lập). Ông cũng giúp những người Pháp tránh khỏi bị bắt vào Cục lao động cưỡng bách (Service du travail obligatoire) một cơ quan của Đức nhằm bắt những người Pháp sang Đức lao động để phục vụ chiến tranh.
Cùng năm, ông đã giúp đưa vợ chồng Jacques de Gaulle, em của tướng Charles de Gaulle trốn sang Thụy Sĩ. Ông tham gia việc thiết lập phong trào kháng chiến bưng biền với bí danh "Cha Pierre" và là một trong những người lãnh đạo tại vùng núi Vercors và Chartreuse. Chính trong thời gian này, ông đã gặp Lucie Coutaz dưới một tên giả, và chị đã trở thành thư ký riêng của ông và người đồng sáng lập Phong trào Emmaüs, cho tới khi chị qua đời năm 1983.
Năm 1944, ông bị quân đội Đức bắt tại Cambo-les-Bains vùng Pyrénées-Atlantiques, nhưng ít ngày sau được thả ra và ông đã trốn sang Tây Ban Nha, qua Gibraltar sang Alger (nước Algérie) theo tướng de Gaulle. Ông làm linh mục tuyên úy cho Hải quân Pháp trên tàu "Jean Bart" ở Casablanca (Maroc) và trở thành nhân vật quan trọng của phe kháng chiến.
Các hoạt động kháng chiến của ông, đến sau khi giải phóng đã được tưởng thưởng huân chương Thập tự chiến tranh 1939-1945 (Croix de guerre 1939-1945) với cành cọ đồng.

## Sự nghiệp chính trị
Từ các kinh nghiệm đã trải qua và các thảm kịch đã chứng kiến, khiến ông quyết dấn thân vào chính trị nhằm đấu tranh để khôi phục một xã hội xứng đáng, trên nền tảng các nhân quyền căn bản và cũng để hành động vì các sự nghiệp mà ông tin là chính đáng.
Sau chiến tranh, theo lời khuyên của giới thân cận tướng de Gaulle và được sự chấp thuận của Tổng giám mục giáo phận Paris, ông ra ứng cử vào Quốc hội lập hiến Pháp khóa 1945-1946 và trúng cử nghị sĩ hạt Meurthe-et-Moselle với tư cách ứng cử viên độc lập, liên kết với Phong trào cộng hòa bình dân (Mouvement républicain populaire). Tới năm 1946 ông lại trúng cử vào Quốc hội lập pháp Pháp khóa 1946-1951.
Năm 1947 ông là phó chủ tịch Liên đoàn thế giới hóa dân chủ. Cùng với các văn hào Albert Camus và André Gide, ông lập Ủy ban hỗ trợ công dân thế giới Garry Davis (Garry Davis là người lập Phong trào Công dân thế giới, chống lại tính ích kỷ quốc gia).
Sau vụ rắc rối đổ máu ở Brest tháng 4 năm 1950, gây ra cái chết của người thợ Édouard Mazé, ông cắt đứt quan hệ với Phong trào cộng hòa bình dân. Sau đó ông theo Liên đoàn thanh niên cộng hòa, một phong trào xã hội Kitô giáo. Sau nhiệm kỳ nghị sĩ quốc hội này, ông không tái ứng cử nữa và quay trở lại với thiên hướng linh mục tuyên úy. Sự nghiệp chính trị của ông kết thúc năm 1951.

## Lập phong trào Emmaüs
Năm 1949, Cha Pierre lập ra Phong trào Emmaüs để giúp đỡ những người thua thiệt trong xã hội, nhất là những người vô gia cư. Tới năm 1950, ông bắt đầu lập cộng đoàn Emmaüs ở Neuilly-Plaisance rồi ở các nơi khác. Các cộng đoàn này tổ chức thu gom các phế liệu, tái chế và bán lấy tiền để tài trợ việc xây nhà ở cho những người nghèo vô gia cư.
Năm 1952, ông tham dự cuộc chơi "Được ăn cả, ngã về không" (Quitte ou double) do đài phát thanh Luxembourg tổ chức để lấy tiền hỗ trợ phong trào và ông đã thắng được 256.000 franc Pháp.

## Lời kêu gọi mùa đông năm 1954
Cha Pierre thực sự nổi tiếng từ mùa đông năm 1954, một mùa đông rất lạnh, gây chết chóc cho nhiều người vô gia cư. Ngày 1 tháng 2 năm 1954, vào lúc 1 giờ sáng, ông đưa ra lời kêu gọi trên các làn sóng của đài phát thanh Luxembourg (sau này là RTL), lời kêu gọi này sau đó được đặt tên là "Lời kêu gọi của Cha Pierre":
"... Trong những giờ đầu của ngày 1 tháng 2, một bé gái đã bị chết rét trong khu nhà ổ chuột ở Neuilly-Plaisance. Một người già 60 tuổi bị chết cóng trên đại lộ Sébastopol, Paris, sau khi bị đuổi ra khỏi căn hộ mà ông ta thuê.
...Tối nay, trên khắp các đô thị Pháp, hãy treo lên các tấm biển dưới ánh đèn sáng, với các dòng chữ sau đây: Trung tâm cấp cứu. Hỡi những kẻ đau khổ vì đói rét, không cần biết các bạn là ai, hãy vào đây nghỉ ngơi ăn uống và tìm lại hy vọng. Ở đây, chúng tôi thương yêu bạn."
Lời kêu gọi đó đã đem lại 500 triệu franc Pháp tiền tặng biếu, trong đó có 2 triệu của tài tử Charlie Chaplin, một số tiền khổng lồ thời đó, ngoài mọi sự mong đợi. Các cú điện thoại và thư tín dồn dập tới, khiến tổng đài điện thoại của đài phát thanh này bị quá tải. Các tặng vật cũng đổ dồn tới đến nỗi phải mất nhiều tuần lễ mới lựa phân loại xong và tìm các nhà kho để chứa trên khắp nước Pháp. Lời kêu gọi này cũng thu hút các người tình nguyện khắp nước Pháp đến giúp việc phân phối, và do đó hình thành các nhóm tuyên truyền vận động cho phong trào. Cần nhanh chóng sắp xếp làn sóng nhiệt tình này nên ngày 23 tháng 3 năm 1954, ông lập ra hội Các bạn của Emmaüs (Compagnons d'Emmaüs), gồm những người thu lượm phế liệu để bán lấy tiền xây nhà ở xã hội cho những người nghèo và đón nhận họ, không chỉ cho họ một nơi cư trú trong lúc ngặt nghèo, mà còn tạo cho họ việc làm xứng đáng. Số thành viên của hội Các bạn của Emmaüs phần lớn vốn là những người lúc trước vô gia cư, thuộc mọi lứa tuổi, giới tính và nguồn gốc xã hội, họ được cứu thoát khỏi bị xã hội ruồng bỏ, đôi khi được cứu khỏi cái chết không tránh khỏi và được phục hồi các quyền căn bản.
Ít tuần lễ sau, Quốc hội Pháp cũng phải chấp thuận một ngân khoản 10 tỷ franc Pháp để xây 12.000 căn hộ cho các người nghèo thuê với giá rẻ, và cũng dẫn tới việc Quốc hội đua ra một luật cấm đuổi người thuê nhà trong thời kỳ mùa đông.

## Đề nghị cải cách Giáo hội
Trong tác phẩm Mon Dieu...pourquoi ? (Lạy Chúa...tại sao?) xuất bản ngày 27 tháng 10 năm 2005, viết chung với Frédéric Lenoir, ông thú nhận là trước khi vào dòng tu, ông cũng đã từng là một thanh niên bị thu hút bởi các cô gái trẻ. Ông kêu gọi các cấp lãnh đạo Giáo hội nên cải cách một số giáo huấn, như phong chức linh mục cho những người nam đã kết hôn. Ông không hiểu tại sao các Giáo hoàng Gioan Phaolô II và Bênêđictô XVI lại chống đối việc này, trong khi một số giáo hội Chính thống giáo Đông phương đã cho phép. Thậm chí ông còn nêu việc phong chức linh mục cho cả các phụ nữ nữa. Ông cho đó là một cách để giải quyết tình trạng thiếu giáo sĩ hiện nay.
Ông cũng không chống đối việc các cặp đồng tính luyến ái có con, miễn là các đứa con này không bị bất cứ thành kiến tâm lý hoặc xã hội nào, nhưng ông phản đối việc họ kết hôn, mà thay bằng việc liên kết đồng tính luyến ái (alliance homosexuelle). (Tuy nhiên khi sách được phát hành, ông phản ứng dữ dội, ông quả quyết không hề biết tới nó, và cho rằng mình bị người bạn lâu năm Frédéric Lenoir lợi dụng tên tuổi).
Ông cũng bị la ó trong một buổi họp mặt huy động chống lại bệnh AIDS, khi phát biểu rằng phương cách tốt nhất để phòng bệnh này là sự trung thành trong tình yêu (hôn nhân) và cũng nên dùng các biện pháp phòng ngừa trong quan hệ tình dục.

## Hình ảnh với công chúng
Hình ảnh một người có râu xồm, mặc áo chùng thâm, với áo choàng pèlerine thô, đi giày xăng đá (godillots), mà một người lính cứu hỏa đã miêu tả ông, đã mau chóng tạo ra cương vị "anh hùng huyền thoại" của ông. (Theo gợi ý của Phong trào Emmaüs, ông đã viết di chúc sẽ tặng chiếc áo pèlerine biểu tượng đó cho Nhà bảo tàng lính cứu hỏa Paris).
Sau lời kêu gọi nổi tiếng năm 1954 và sự ra đời của cuốn phim Les chiffonniers d'Emmaüs (Những người thu lượm phế liệu của cộng đoàn Emmaüs) để hiến tặng ông, nhà văn Pháp Roland Barthes đã phân tích ông như sau vào năm 1957: "Nét mặt biểu thị rõ ràng mọi dấu hiệu của tông đồ, cái nhìn hiền từ, kiểu tóc tu sĩ Phanxicô khó khăn, hàm râu của nhà truyền giáo. Tất cả các cái đó được bổ sung bằng chiếc áo canadienne (một loại áo veste) của một linh mục thợ với chiếc gậy của người lữ hành, kiểu tóc thăng bằng không rõ nét giữa kiểu tóc ngắn và kiểu tóc bù xù của ông, gần đạt tới tính vĩnh hằng của sự thánh thiện và đồng nhất hóa ông với thánh Phanxicô thành Assisi. Hàm râu của một tu sĩ khất thực và của nhà truyền giáo, tượng trưng cho đức khó nghèo và ơn thiên triệu tông đồ, giống như Cha Charles de Foucauld. Nét mặt đồng thời cũng gợi ra giá trị tinh thần của con người, cuộc đấu tranh của giáo sĩ và sự tự do đối với hệ thống tôn ti hàng giáo phẩm của mình". Đối với nhà xã hội học Pierre Bourdie thì "Cha Pierre chính là một ngôn sứ (tiên tri), xuất hiện trong thời khủng hoảng, thời thiếu thốn, phát biểu bằng sự hăng say và phẫn nộ."
Vào những năm cuối đời, mặc dù bệnh tật và tuổi tác, ông cũng đã xuống đường để ủng hộ sự nghiệp vì người nghèo. Ông đã hỗ trợ Hiệp hội quyền cư trú, một cuộc đấu tranh cuối cùng vẫn còn là thời sự chính trị trong chiến dịch tranh cử Tổng thống Pháp năm 2007 mà các ứng cử viên đua nhau hứa ủng hộ một luật buộc cho những người vô gia cư cư trú, do Hiệp hội nói trên đề xướng, và họ muốn đặt tên là "Luật của Cha Pierre".

## Điều gây tranh cãi
Tháng 4 năm 1996, khi người bạn Roger Garaudy bị ra tòa về việc phủ nhận tội diệt chủng Do Thái của Đức quốc xã trong Chiến tranh thế giới thứ hai, khi Garaudy xuất bản sách Les mythes fondateurs de la politique israélienne, Cha Pierre đã ủng hộ ông này. Điều đó khiến cho ông bị Liên đoàn quốc tế chống chủ nghĩa chủng tộc và chủ nghĩa bài Do Thái (Ligue internationale contre le racisme et l'antisémistisme) khai trừ ông khỏi ủy ban danh dự của liên đoàn.
Về việc này, ông giải thích trong một phim tài liệu,, là ông chỉ ủng hộ Roger Garaudy trên danh nghĩa một người bạn, không liên quan tới thái độ mà Garaudy bày tỏ trong sách mà ông chưa tìm hiểu.
Tuy nhiên điều khiến kẻ ưa người ghét này cũng không át được các sự kiện thực tế biện minh cho ông, nhất là việc giúp đỡ, che giấu những người Do Thái bị Đức quốc xã truy lùng trong Chiến tranh thế giới thứ hai.

## Các cuộc gặp gỡ quốc tế
Cha Pierre đã gặp các Giáo hoàng Pius XI, Pius XII, Gioan XXIII và nhiều lần gặp Giáo hoàng Gioan-Phaolô II. Ông đã không thể gặp trực tiếp Giáo hoàng Biển Đức XVI vì không thể đi xa, nhưng có tiếp xúc thư tín với Giáo hoàng này.
Dù thường hay phê bình thái độ của Giáo hội Công giáo Rôma và đưa ra các đề nghị đôi khi được coi là chống đối hàng giáo phẩm, nhưng thực ra ông không hề chống Giáo hội, ông chỉ công khai chê trách các giáo sĩ là chuộng hình thức huy hoàng bề ngoài.
Trong suốt cuộc đời tranh đấu cho người nghèo, ông đã gặp nhiều nhân vật chính trị, tôn giáo và khoa học gia:
- 1944 gặp tướng Charles de Gaulle tại Alger (Algérie)
- 1945 gặp linh mục Teilhard de Chardin, triết gia Nikolai Alexandrovich Berdyaev
- 1948 gặp nhà bác học Albert Einstein tại Đại học Princeton
- 1955 gặp Tổng thống Mỹ Dwight D. Eisenhower tại Tòa Bạch ốc; gặp vua Mohamed V của Maroc
- 1956 gặp Tổng thống Tunisia Habib Bourgiba; Thủ tướng Ấn Độ Jawaharlal Nehru, bà Indira Gandhi; cùng nhiều nhân vật khác tại Hà Lan, Bồ Đào Nha, Áo, Thụy Sĩ và Maroc
- 1958-1959: dự các hội nghị tại các nước vùng Scandinavia và Nam Mỹ
- 1959 lập cộng đoàn Emmaüs đa tôn giáo đầu tiên tại Beirut (Liban), do một người Hồi giáo phái Sunni, một tổng giám mục công giáo nghi lễ Melkite và một văn sĩ thuộc giáo hội Maronite bảo trợ
- 1962 gặp Cha Charles de Foucauld và lưu ngụ ít tháng tại nơi ở ẩn của ông này ở Béni-Abbés (Algérie)
- 1971 gặp Thủ tướng Indira Gandhi tại Ấn Độ; lập các cộng đoàn Emmaüs tại Bangladesh
- 1984 tuyệt thực từ 26 tháng 5 đến 3 tháng 6 tại nhà thờ chính tòa Turino (Ý), phản đối các điều kiện giam giữ các thành viên của Lữ đoàn đỏ (một tổ chức khủng bố ở Ý), gặp Tổng thống Ý Sandro Pertini để bênh vực những người này và thuyết phục Tổng thống Pháp François Mitterrand cho những người tỵ nạn chính trị Ý được cư trú
- 1985 ủng hộ diễn viên hài Coluche, người mà - cũng như Cha Pierre trước đây - đã đưa ra lời kêu gọi trên các làn sóng phát thanh ngày 26 tháng 9 năm 1985 yêu cầu giúp đỡ những người đói. Ở đây, sự đáp ứng của công chúng cũng vượt quá mong đợi. Coluche, với sự hỗ trợ của các hội từ thiện và nhiều nhân vật, đưa ra phong trào Các quán ăn của tấm lòng (Restos du Coeur) nhằm cung cấp các bữa ăn miễn phí cho người nghèo. Trước khi chết (tháng 3 năm 1986) Coluche đã tặng 1 triệu franc Pháp cho Phong trào Emmaüs. Cha Pierre thấy đây là một bằng chứng sẽ có những người đi sau nối bước theo ông trong công tác từ thiện.
- 1988 gặp các đại diện Quỹ tiền tệ quốc tế để tìm giải pháp cho các khoản nợ của Thế giới thứ ba
- 1990 đi Hoa Kỳ và Brasil để dự các buổi ra mắt phim Mùa đông 1954, Cha Pierre của Denis Amar do diễn viên Lambert Wilson đóng vai ông cùng với Claudia Cardinale. Phim này mô tả các hoạt động của ông và các cuộc đấu tranh chống nghèo đói cùng với các cộng đoàn Emmaüs
- 1991 đệ đạt trực tiếp với Tổng thống Mỹ Georges W. Bush và Tổng thống Iraq Saddam Hussein nhân cuộc Chiến tranh vùng Vịnh lần đầu. Gặp đức Đạt Lai Lạt Ma trong các ngày họp liên tôn giáo cầu cho hòa bình
- 1995 tại Sarajevo (Bosna và Hercegovina), dưới các cuộc oanh tạc của các lực lượng Serbia, kêu gọi các nước trên thế giới can thiệp khẩn cấp để chấm dứt các cuộc tàn sát
- 2001 Tổng thống Pháp Jacques Chirac trao cho ông huân chương Grand officier de la Légion d'honneur, trước khi nâng lên hạng Grand croix, hạng cao nhất của huân chương Bắc đẩu bội tinh
- 2004 tới Algérie để khai trương các nhà tái thiết do Quỹ Cha Pierre tài trợ, sau cuộc động đất tại nước này năm trước

## Từ trần
Cha Pierre từ trần lúc 5 giờ 25 (giờ địa phương) ngày thứ Hai 22 tháng 1 năm 2007 tại Bệnh viện quân đội Val-de-Grâce, quận 5 Paris, do bị nhiễm trùng ở phổi, thọ 94 tuổi.
Ngay trong ngày này, Tổng thống Pháp Jacques Chirac đã tới viếng xác và tuyên bố: "Cả nước Pháp đều đau lòng". Thủ tướng Dominique de Villepin đã gọi ông là "con người của lòng nhân ái và dấn thân". Ứng cử viên tổng thống Nicolas Sarkozy cũng tuyên bố: "Sự từ trần của Abbé Pierre khiến cho trái tim nước Pháp đau đớn", còn nữ ứng cử viên Ségolène Royal thì tuyên bố trên đài phát thanh RTL: "Tiếng thét phẫn nộ phản đối sự nghèo khổ của Cha Pierre sẽ kéo dài, không thể tắt được". Cựu tổng thống Valéry Giscard d'Estaing yêu cầu tổ chức lễ quốc táng. Tổng thống Chirac nói tới khả năng tổ chức ngày quốc tang hoặc một lễ truy điệu quốc gia.
Theo nguyện vọng của gia đình và Phong trào Emmaüs, và cũng phù hợp với di chúc của Cha Pierre, chính phủ Pháp chỉ tổ chức lễ truy điệu quốc gia.
Nhà quàn xác của bệnh viện Val-de-Grâce đã mở cửa suốt ngày 24 tháng 1 năm 2007, dành cho mọi người tới viếng xác. Phong trào Emmaüs đã tổ chức một lễ Truy điệu bình dân ngày 25 tháng 1 năm 2007 tại Palais omnisports de Paris-Bercy, quận 12, từ 19 tới 23 giờ. Ngoài ra Phong trào cũng đã mở các sổ vàng lưu niệm tập hợp các lời chia buồn tại Paris, Metz và nhiều nơi ở miền Nam Pháp.

## Tang lễ
Theo yêu cầu của gia đình, đã không treo cờ rủ trong ngày truy điệu quốc gia. Tang lễ được cử hành tại Nhà thờ Đức Bà Paris vào lúc 11 giờ ngày 26 tháng 2 năm 2007. Rất nhiều chính khách và các nhân vật nổi tiếng thuộc mọi tầng lớp đã tham dự buổi lễ: Tổng thống Chirac, cựu tổng thống Valéry Giscard d'Estaing, thủ tướng Dominique de Villepin, nhiều bộ trưởng, nghị sĩ, các nghệ sĩ... Một sự kiện hiếm có là đoàn đưa tang đã được công chúng vỗ tay hoan hô, ngay cả trong nhà thờ.
Trong buổi lễ, các vị đại diện chính thức của nhiều tôn giáo khác nhau đã tặng ông các quà tượng trưng, đặt trên quan tài và ngay cả dưới đất.
Quan tài sau đó được chuyển tới cộng đoàn Emmaüs Esteville thuộc tỉnh Seine-Maritime, nơi xác được hỏa táng, dưới sự hiện diện của gia đình và các bạn bè rất thân thiết (mặc dù nhiều chính khách đã tuyên bố muốn đưa ông vào chôn trong điện Panthéon, nơi chôn các nhân vật làm rạng danh nước Pháp).

## Các tưởng thưởng
của Pháp
- Grand croix de la Légion d'honneur năm 2004
Chevalier de la Légion d'honneur 19??
Officier de la Légion d'honneur 19??
Commandeur de la Légion d'honneur 1987
Grand officier de la Légion d'honneur 1992
- Croix de guere 1939-1945 với cành cọ đồng
- 16 lần đứng đầu liên tiếp và 1 lần đứng thứ 2 (năm 2003, sau cầu thủ Zinédine Zidane) trong danh sách những người được dân chúng Pháp ưa chuộng nhất

của nước ngoài
- Huy chương vàng Albert Schweitzer của Quỹ Goethe tại Bâle (Thụy Sĩ) 1975
- Grand officier de l'Ordre nationale du Québec (Canada) 1995
- Giải Balzan (Ý) cho công trình nhân đạo, hòa bình và hữu nghị 1991
- 1 trường học mang tên ông tại Neuil-les-Aubiers (Deux-Sèvres) 1993 và 1 trường tại Hédé (Ille-et-Vilaine) 2005

## Tác phẩm của cha Pierre
- 1987: Bernard Chevalier interroge l'abbé Pierre: Emmaüs ou venger l'homme, avec Bernard Chevalier, Éditions Le Centurion, éd. LGF/Livre de poche, Paris ISBN 978-2-253-04151-1.
- 1988: Cent poèmes contre la misère, éd. Le Cherche-midi, Paris ISBN 978-2-86274-141-3.
- 1993: Dieu et les hommes, entretien avec Bernard Kouchner, éd. Robert Laffont ISBN 978-2-221-07618-7.
- 1994: Testament... ISBN 978-2-7242-8103-3. Réédition 2005, éd. Bayard/Centurion, Paris ISBN 978-2-227-47532-8.
- 1994: Une terre et des hommes, éd. Cerf, Paris.
- 1994: Absolu, éd. Seuil, Paris.
- 1996: Dieu merci, éd. Fayard/Centurion, Paris.
- 1996: Le bal des exclus, éd. Fayard, Paris.
- 1997: Mémoires d'un croyant, éd. Fayard, Paris.
- 1999: Fraternité, éd. Fayard, Paris.
- 1999: Paroles, éd. Actes Sud, Paris.
- 1999: C'est quoi la mort ?, livre didactique destiné aux enfants, utilisé aussi dans l'apprentissage de la langue française, éd. Albin Michel, Paris. (Cet ouvrage bénéficie aussi de nombreuses traductions et rééditions dans divers pays).
- 1999: J'attendrai le plaisir du Bon Dieu: l'intégrale des entretiens d'Edmond Blattchen, éd. Alice, Paris.
- 2000: En route vers l'absolu, éd. Flammarion, Paris.
- 2001: La Planète des pauvres. Le tour du monde à vélo des communautés Emmaüs, de Louis Harenger, Louis Harenger, Michel Friedman, Emmaüs international, Abbé Pierre, éd. J'ai lu, Paris ISBN 978-2-290-30999-5.
- 2002: Confessions, éd. Albin Michel, Paris ISBN 978-2-226-13051-8.
- 2002: Je voulais être marin, missionnaire ou brigand, rédigé avec Denis Lefèvre, éd. Le Cherche-midi, Paris ISBN 978-2-7491-0015-9. Réédition en livre de poche, éd. J'ai lu, Paris ISBN 978-2-290-34221-3.
- 2004: Abbé Pierre & Pedro Opeka: "Pour un monde de justice et de paix: Entretiens", Nhà xuất bản=Presses de la Renaissance, ngày 6.5.2004, 230 trang, isbn=978-2-7509-0044-1.
- 2004: L'Abbé Pierre, par Bernard Violet, éd. Fayard. Biographie réactualisée en janvier 2007 avec la reproduction intégrale du testament de 114 pages que l'Abbé Pierre avait confié à l'auteur.
- 2004: L'Abbé Pierre, la construction d'une légende, par Philippe Falcone, éd. Golias ISBN 978-2-914475-49-5.
- 2004: L'Abbé Pierre parle aux jeunes, avec Pierre-Roland Saint-Dizier, éd. Du Signe, Paris ISBN 978-2-7468-1257-4.
- 2005: Le sourire d'un ange, éd. Elytis, Paris.
- 2005: Mon Dieu... pourquoi ? Petites méditations sur la foi chrétienne et le sens de la vie, recueil où il aborde également des sujets d'actualités comme le célibat des prêtres, l'ordination des femmes, le fanatisme religieux, le désir et le sexe, le mariage homosexuel. Il a été rédigé avec Frédéric Lenoir, éd. Plon ISBN 978-2-259-20140-7.
- 2006: Servir: Paroles de vie, avec Albine Navarino, éd. Presses du Châtelet, Paris ISBN 978-2-84592-186-3.
- 2006: L'abbé Pierre: Entretien et portrait, par Ariane Laroux: Portraits Parlés, éditions de l'Âge d'Homme.
- 2007: Clandestin, 1942 - 1944, éd. Vollodalen, Collection Citadelle, Paris ISBN 978-2-9522069-3-8. Cet ouvrage reprend le texte d'une conférence prononcée par l'abbé Pierre le 23 avril 1945.
- 2012: Abbé Pierre, Inédits. Textes de combat, écrits intimes, correspondances, éd. Bayard